# Amy Morton
Pour les articles homonymes, voir Morton.
Amy Morton, née le 3 avril 1959 à Oak Park, en Illinois, est une actrice et réalisatrice américaine.
Elle est mieux connue pour son travail au théâtre.
Elle a été nommée deux fois aux Tony Awards pour son rôle dans August: Osage County et dans Who's Afraid of Virginia Woolf ?.
À l’écran, elle est connue pour son rôle dans les films La Star de Chicago (1993), 8mm (1999), In the Air (2009), Le Dilemme (2011) et Bluebird (en) (2013).
En 2014, elle obtient le rôle du Sergent Trudy Platt dans la série dramatique  Chicago Police Department, diffusée sur la chaîne NBC.

## Biographie

### Enfance
Amy Morton est née à Oak Park (Illinois), une petite ville située à l'ouest de Chicago, et est allée à Oak Park and River Forest High School à Oak Park. Elle est ensuite allée au Triton College et à Clarke University mais elle n'a pas été diplômée.

### Vie personnelle
Elle était membre de la Steppenwolf Theatre Company|Steppenwolf Theater, un groupe d'acteurs, depuis 1997. Elle a passé la majorité de sa carrière à travailler sur les scènes des théatres de Chicago. Elle a eu des rôles dans de nombreuses pièces, comme Clybourne Park, American Buffalo, Dublin Carol, The Pillowman, Love-Lies-Bleeding et Awake and Sing.

### Carrière
Elle a joué dans de nombreux films. Elle a commencé avec un rôle secondaire en 1992, dans la comédie Franc-parler avec Dolly Parton. En 1993, elle obtient le rôle de la mère du personnage principal dans La Star de Chicago. Ce fut un succès au box office, avec plus de 56 millions de dollars de recette dans le monde entier.
Son rôle suivant à l'écran est dans le thriller de 1999 8mm produit par Joel Schumacher. Dix ans plus tard, elle joue le rôle de la sœur de George Clooney dans le film dramatique In in the Air produit par Jason Reitman.
En 2011, elle apparaît dans la comédie dramatique Le Dilemme, et en 2013 elle obtient le rôle principal du film indépendant Bluebird,.
A la télévision, Amy Morton a joué dans les séries Les Incorruptibles de Chicago, The Equalizer, Urgences, Private Practice, et Homeland, en tant que guest star.
De 2011 à 2012, elle obtient le rôle récurrent de Catherine Walsh, une candidate républicaine, dans le drama politique de la chaîne Starz, Boss.
De 2013 à 2014, elle obtient un autre rôle récurrent, Amanda Harris, dans la série de la chaîne CBS, Blue Bloods.
En 2014, elle obtient le rôle du sergent Trudy Platt dans les séries dramatiques de NBC, Chicago Fire et Chicago Police Department. Elle obtient un rôle régulier dans la série Chicago P.D. à partir de la deuxième saison.

## Filmographie

### Cinéma
| Année | Titre              | Rôle              | Notes |
| ----- | ------------------ | ----------------- | --- |
| 1992  | Franc-parler       | Ann               | |
| 1993  | Falling Down       | Une mère          | |
| 1993  | La Star de Chicago | Mary Rowengartner | |
| 1999  | 8mm                | Janet Mathews     | |
| 2009  | The Greatest       | Lydia             | |
| 2009  | In the Air         | Kara Bingham      | Nommée – Critics' Choice Movie Award for Best Acting Ensemble Nommée – Denver Film Critics Society Award for Best Acting Ensemble Nommée – Washington DC Area Film Critics Association Award for Best Ensemble |
| 2011  | Le Dilemme         | Diane Popovich    | |
| 2013  | Bluebird           | Lesley            | Award de la meilleure actrice au Festival international du film de Karlovy Vary |

### Télévision
| Année        | Titre                         | Rôle                            | Notes                                                       |
| ------------ | ----------------------------- | ------------------------------- | ----------------------------------------------------------- |
| 1983         | Through Naked Eyes            | Karen                           | Téléfilm                                                    |
| 1986–1987    | Les Incorruptibles de Chicago | Brenda Mahoney / Femme enceinte | 3 épisodes                                                  |
| 1988–1989    | The Equalizer                 | Linda Wilhite / Gina Rox        | 2 épisodes                                                  |
| 1993         | Kiss of a Killer              | Reba                            | Téléfilm                                                    |
| 2009         | Urgences                      | Mme Walters                     | 1 épisode                                                   |
| 2011         | Private Practice              | Leni                            | 1 épisode                                                   |
| 2011–2012    | Boss                          | Catherine Walsh                 | Rôle récurrent, 9 épisodes                                  |
| 2013         | Homeland                      | Erin Kimball                    | 1 épisode                                                   |
| 2013–2014    | Blue Bloods                   | Amanda Harris                   | Rôle récurrent (5 épisodes)                                 |
| 2014         | Girls (série télévisée)       | Sissy                           | 1 épisode                                                   |
| 2014–2019    | Chicago Fire                  | Sergent Trudy Platt             | Rôle récurrent (23 épisodes)                                |
| 2014–présent | Chicago Police Department     | Sergent Trudy Platt             | Rôle récurrent (saison 1) Rôle principal (saison 2–présent) |
| 2017         | Chicago Med                   | Sergent Trudy Platt             | 1 épisode                                                   |
| 2017         | Chicago Justice               | Sergent Trudy Platt             | 1 épisode                                                   |

## Distinctions
- Tony Awards
  - Nomination – 2008 – Meilleure actrice dans une pièce – August : Osage County
  - Nomination – 2013 – Meilleure actrice dans une pièce – Who's Afraid of Virginia Woolf
- Drama Desk Awards
  - Nomination – 2008 – Meilleure actrice dans une pièce – August : Osage County
  - Nomination – 2013 – Meilleure actrice dans une pièce – Who's Afraid of Virginia Woolf
- Joseph Jefferson Awards (Chicago, Illinois)
  - Nomination – 1984 – Meilleure actrice principale dans une pièce – Life and Limb (Wisdom Bridge Theatre)
  - Lauréate – 1986 – Meilleur second rôle féminin dans une pièce – You Can't Take It with You (Steppenwolf Theatre Company)
  - Nomination – 1986 – Meilleure actrice principale dans une pièce – Puntila and his Hired Man (Remains Theatre)
  - Nomination – 1987 – Meilleure actrice principale dans une pièce – Higher Standard of Living (Remains Theatre)
  - Nomination – 1988 – Meilleur second rôle féminin dans une pièce – Big Time (Remains Theatre)
  - Nomination – 2002 – Meilleur réalisateur d’une pièce – Glengarry Glen Ross (Steppenwolf Theatre Company)
  - Nomination – 2002 – Meilleure actrice principale dans une pièce – The Royal Family (Steppenwolf Theatre Company)
  - Nomination – 2003 – Meilleure actrice principale dans une pièce – Homebody/Kabul (Steppenwolf Theatre Company)
  - Nomination – 2007 – Meilleure actrice principale dans une pièce – August: Osage County (Steppenwolf Theatre Company)